# 葉憲
葉憲（1528年—？），原姓龔，字德成，江西南昌府南昌縣人，軍籍，明朝政治人物。

## 生平
嘉靖三十一年（1552年）壬子科江西鄉試第七十四名舉人。嘉靖三十八年（1559年）中式己未科會試第八十三名，二甲第八十名進士。历官礼部署员外郎，隆慶三年（1569年）九月升山东按察司佥事，改山西，六年五月升贵州布政司右参议。萬曆三年（1575年）十一月降调雲南佥事，七年二月升河南左参议，十年十一月改补山东左参议兼佥事，十二年五月降补四川佥事，十四年正月升陕西苑马寺少卿。

## 家族
曾祖葉思齊；祖父葉景通；父葉鈞，母衷氏。重庆下。